# Otto Möckel

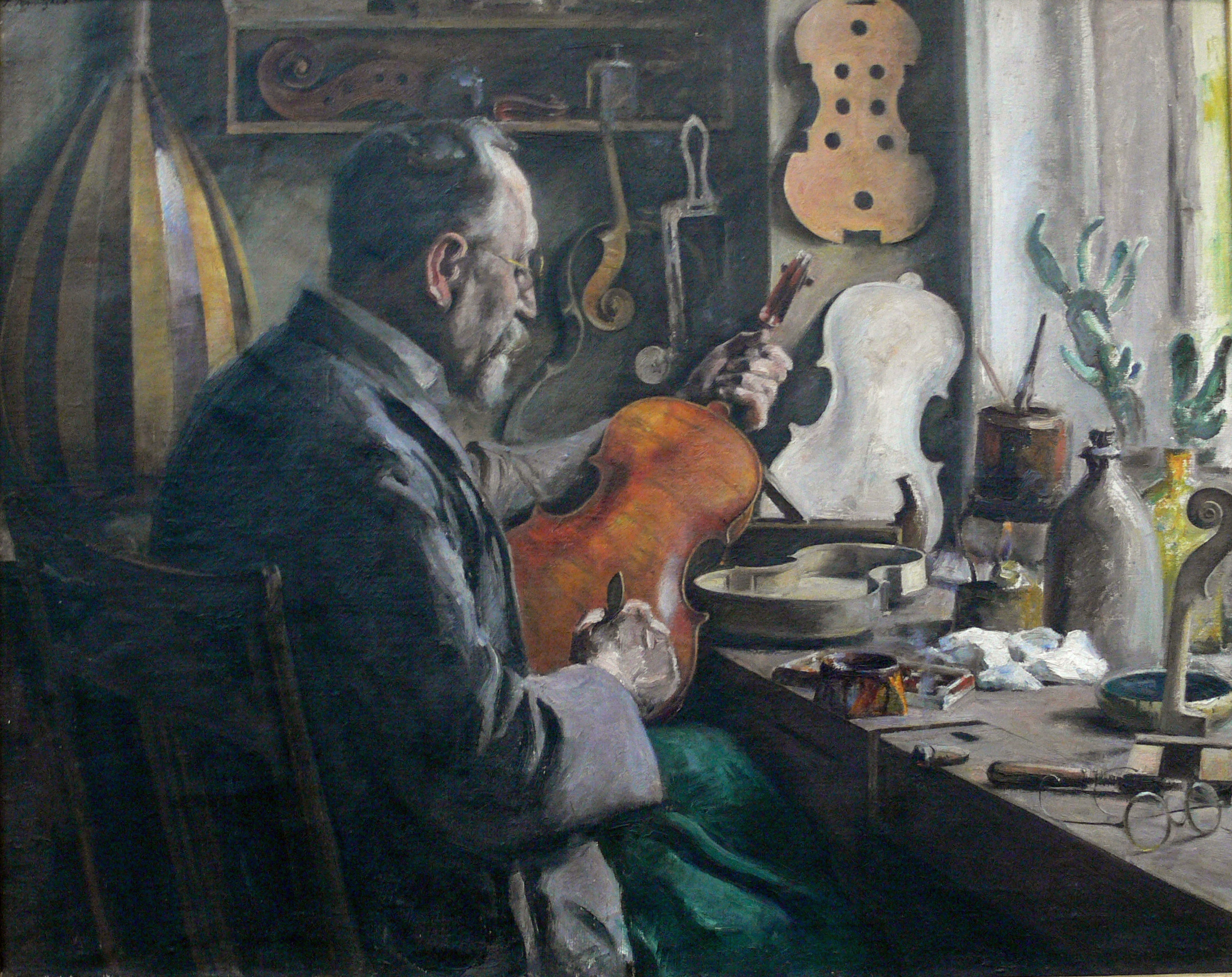
Fritz Tennigkeit: Otto Möckel in seiner Werkstatt, um 1925 (Musikinstrumentenmuseum Berlin)

Otto Möckel (* 10. Mai 1869 in Berlin; † 23. Januar 1937 in Berlin) war ein deutscher Geigenbauer.
Otto Möckel war zusammen mit seinem Bruder Max Möckel Schüler seines Vaters Oswald Möckel und galt als einer der bedeutendsten Berliner Geigenbauer und -gutachter der Jahrhundertwende und danach. 1930 verfasste er ein vielbeachtetes Standardwerk über den Geigenbau, das auch heute noch nach zahlreichen Auflagen und Modernisierungen erhältlich ist.
Möckel beschrieb erstmals das Verfahren, Wölbungen von Decke und Boden mit Hilfe von Isohypsen zu kopieren. Vorher wurden dazu Wölbungsschablonen an definierten Stellen angesetzt und das Holz so lange abgeglichen, bis die Wölbung erreicht war. Das neue Verfahren mit Isohypsen ist genauer, und man erkennt bildlich eventuelle Unregelmäßigkeiten im Wölbungsverlauf. Im Rahmen dieses Verfahren untersuchte er auch diverse Geigen, unter anderem von Stradivari und Andrea Guarneri, und fertigte dadurch Kopien dieser an, die vom Klangbild den Originalen gleich waren.

## Schriften
- Die Kunst des Geigenbaues. Verlag Bernhard Friedrich Voigt, Leipzig 1930.